# أندرياس ريدير
أندرياس ريدير (بالألمانية: Andreas Ridder)‏ هو لاعب كرة قدم ألماني في مركز الدفاع، ولد في 27 سبتمبر 1964 في فارندورف في ألمانيا. لعب مع أرمينيا بيليفيلد ونادي بوخوم.

## وصلات خارجية
- أندرياس ريدير على موقع قاعدة بيانات كرة القدم.إي يو (الإنجليزية)
- أندرياس ريدير على موقع بيانات كرة القدم. دي إي (الألمانية)